# Jean-Baptiste Oudry
Pour les articles homonymes, voir Oudry.
Jean-Baptiste Oudry, né à Paris le 17 mars 1686 et mort à Beauvais le 30 avril 1755, est un peintre et graveur français. Il est surtout célèbre pour ses peintures de chiens de chasse, ses natures mortes animalières et ses animaux exotiques.

## Biographie

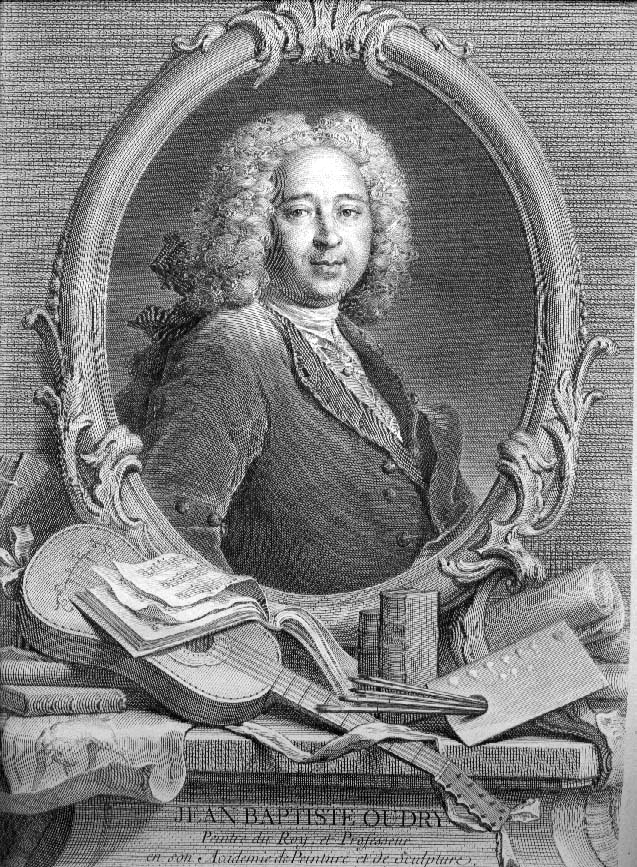
Jean-Baptiste Oudry, estampe faite par sa femme Marie-Marguerite Froissé d'après Nicolas de Largillierre.

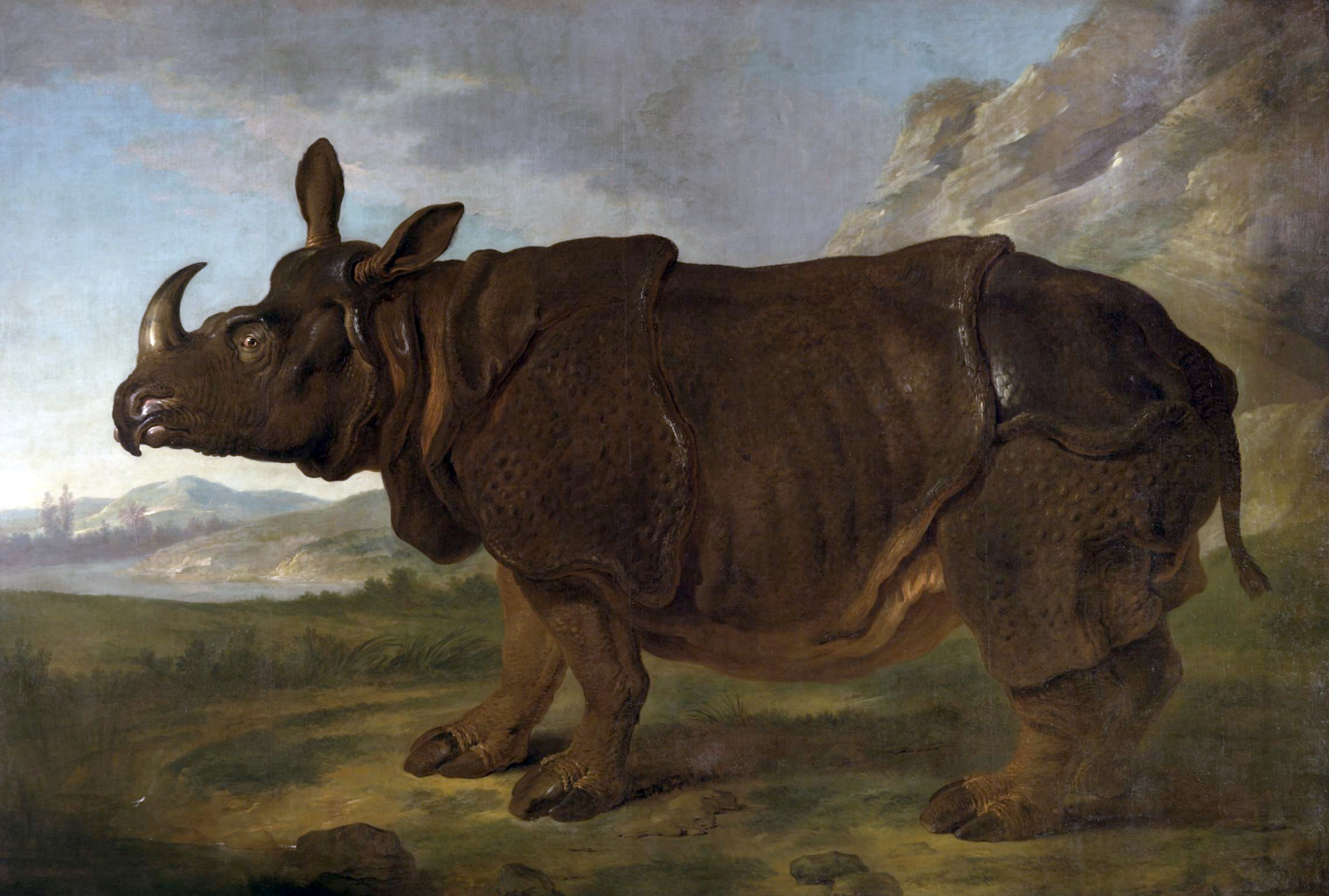
Clara le rhinocéros (1749), Staatliches Museum Schwerin (Schwerin).

Né en mars 1686 à Paris, fils de Jacques Oudry, maître peintre et marchand de tableaux sur le pont Notre-Dame, et de sa femme Nicole Papillon, qui appartenait à la famille du graveur Jean-Michel Papillon, Jean-Baptiste Oudry étudie tout d'abord à l'école de l'Académie de Saint-Luc, dont son père était directeur, en plus d'être membre de l'Académie royale de peinture et de sculpture. Il  est placé à partir de 1705 en apprentissage chez Nicolas de Largillierre, dont il devient bientôt l'ami.
En 1708, à l'âge de vingt-deux ans, il est reçu en même temps que ses deux frères comme membre de l'Académie de Saint-Luc. Il fait pour morceau de réception un Saint Jérôme en buste, tenant d'une main un livre et ayant l'autre appuyée sur une tête de mort.
Durant les premières années de sa carrière, dans les années 1710, Oudry s'adonne d'abord au genre du portrait. L'influence de son maître, Nicolas de Largilliere, se distingue dans le traitement de certaines figures, ainsi que dans les fonds de paysages. Oudry reprend également certaines poses élaborées au XVIIe siècle par Antoine van Dyck. L'artiste exécute ses portraits aussi bien sous la forme de peintures que de dessins. Il travaille généralement d'après nature pour le visage, qu'il place ensuite sur un buste dont il invente librement la pose. Parmi ses portraits, il est possible de citer ceux de ses fils, celui de M. d'Argenson, lieutenant de police, ou encore le Portrait du tsar Pierre Ier.
Dans ses portraits, il introduit rapidement des figures animales, notamment des chiens de chasse et du gibier, comme dans le Portrait d'Octave-Alexandre de Nédonchel en chasseur (vers 1713) conservé au Musée des Arts décoratifs de Paris. Placé devant un fond de verdure, le modèle est armé de son fusil et accompagné d'un chien blanc moucheté. Ces représentations sont courantes au début du XVIIIe siècle, la pratique de la chasse étant très appréciée. D'autres peintres avant Oudry se sont adonnés à ce type de portraits, comme Alexandre-François Desportes et son Autoportrait en chasseur (1699) conservé au Musée du Louvre. Il a pu influencer Oudry au début de sa carrière.
Il fait aussi des buffets, dont deux sont exposés aux Salons de 1737 et de 1743. Pour gagner sa vie, il compose des tableaux d'histoire en reprenant des sujets religieux, entre autres une Nativité et un Saint Gilles pour l'église Saint-Leu de Paris, et une Adoration des mages pour le chapitre de Saint-Martin-des-Champs.
En 1709, il épouse Marie-Marguerite Froissé, fille d'un miroitier, à laquelle il donne des leçons de peinture. Leur fils Jacques-Charles Oudry devient aussi peintre, leur fille Marie épouse le peintre Antoine Boizot. Oudry est nommé professeur adjoint à la maîtrise en 1714 et professeur en 1717. Il est agréé à l'Académie royale de peinture et de sculpture en 1717 et titulaire en tant que peintre d'Histoire en 1719 avec L'Abondance avec ses attributs.
Recommandé à l'intendant des Finances, Louis Fagon (1680-1744), fils de Guy-Crescent Fagon, il réalise la décoration en arabesques mêlées de fleurs et d'oiseaux du salon de sa propriété de Voré et de sa maison de plaisance de Fontenay-aux-Roses. Louis Fagon le charge de rétablir la manufacture de Beauvais, tombée en décadence. Il en est nommé directeur artistique et financier associé à Nicolas Besnier, qui ne se serait, paraît-il, occupé que de la comptabilité. Ils reçoivent en 1734 les lettres patentes leur donnant la concession du privilège de la manufacture pendant vingt ans. Oudry s'adjoint François Boucher et Charles-Joseph Natoire pour exécuter la copie des tableaux.
Peintre ordinaire de la vénerie royale, Oudry suit les chasses royales et fait de fréquentes études dans la forêt de Compiègne. Il réalise des cartons pour la série de tapisserie Les Chasses royales, exécutées à partir de 1733 à la Manufacture des Gobelins, dont il devient directeur en 1736.
Il devient professeur adjoint à l'Académie royale en 1739 et professeur en 1743.
Grâce à son ami le miniaturiste Jean-Baptiste Massé, il fait connaissance du premier écuyer du roi, le marquis Henri-Camille de Beringhen dont il peint le portrait. Outre de nombreux ouvrages qui lui sont commandés pour le roi, il obtient un atelier dans la cour des princes aux Tuileries et un logement au Louvre. Il forme un cabinet renommé. « Il n'y admettait, dit son biographe l'abbé Gougenot, que ses propres tableaux. » Aussi est-il accusé d'avoir vendu des copies, afin de conserver les originaux.

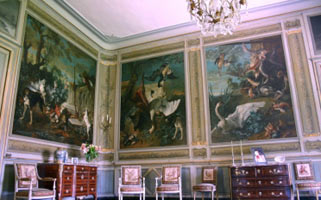
Salon du Château de Condé décoré par Oudry à la demande de Jean-François Leriget de La Faye.

Quoique très travailleur, il est d'un caractère jovial. Il improvise chez Louis Fagon des pièces de théâtre dans les bosquets et joue volontiers le rôle de Pierrot en s'accompagnant de la guitare. Le successeur de Fagon supprime quelques-uns des privilèges d'Oudry, ne lui laissant que la direction de la manufacture de Beauvais. Cette mesure le chagrine.
Il meurt d'une attaque d'apoplexie le 30 avril 1755 et est enterré dans l'église Saint-Étienne de Beauvais. On y trouve l'épitaphe suivante : « Ici repose Me Jean-Baptiste Oudry, peintre ordinaire du roy, professeur en son académie royale de peinture et sculpture, pensionnaire du roy, directeur général de la manufacture royale des tapisseries de Beauvais, marguillier et bienfaiteur de cette paroisse, décédé le premier mai 1755 [sic], âgé de 69 ans. Priez pour son âme ».

## Œuvre
Lorsqu'on s'étonne de la grande quantité de ses productions, il répond : « Je ne vais pas plus vite qu'un autre, mais je travaille davantage, et souvent, ma palette chargée, j'ai attendu qu'il fît jour. » Pour gagner du temps, Oudry se sert d'une chambre obscure pour les esquisses qu'il va faire à Saint-Germain-en-Laye, à Chantilly, au bois de Boulogne et dans les jardins d'Arcueil, mais il est obligé d'y renoncer, s'étant aperçu que la perspective n'était pas juste et que les effets de lumière et d'ombre n'étaient pas ceux de la nature.
Oudry a peint des portraits, des compositions historiques, des chasses, des paysages, des animaux, des fruits, des fleurs ; il a imité les bas-reliefs ; il a fait du pastel, de la décoration ; il a aussi gravé à l'eau-forte. On lui doit deux conférences qui sont lues à l'Académie, « Sur la manière d'étudier la couleur en comparant les objets les uns avec les autres » et « Sur les soins que l'on doit apporter en peignant ».
- Nature morte aux deux oiseaux, à la souris et aux insectes, 1712, huile sur toile, 33 × 24 cm, musée des Beaux-Arts d'Agen[11]
- Nature morte avec trois oiseaux morts, des groseilles, des cerises et des insectes, 1712, huile sur toile, 31 × 23 cm, musée des Beaux-Arts d'Agen[11]
- Nature morte à la mésange, aux souris, aux noix, aux insectes et au vase de jasmin, 1712-1713, musée des Beaux-Arts d'Agen[12]
- Portrait d'Octave-Alexandre de Nédonchel en chasseur, vers 1713, huile sur toile, 120 x 100 cm, musée des Arts décoratifs de Paris[13].
- Le Loup Mort, 1721, huile sur toile, 193 × 260 cm, Londres, Wallace Collection[14]
- Le Chevreuil mort, 1721, huile sur toile, 193 x 260 cm, Londres, Wallace Collection[15]
- Canards et poissons, 1726, huile sur toile, 90 x 128 cm, musée des Beaux-Arts de Dijon[16]
- Retour de chasse, 1730, huile sur toile, 256 × 196 cm, Collection privée, Vente Christie's 1993[17]
- La Rentrée du troupeau, 1740, huile sur toile, 113 × 148 cm, musée des beaux-arts de Nantes[18]
- Lièvre et quartier de venaison, 1742, huile sur toile, 98,2 × 73,5 cm, musée d'art de Cleveland[19].
- Nature morte (lièvre, canard, bouteilles, pain et fromage) , 1742, huile sur toile, 143 x 87 cm, musée du Louvre[20]
- Le Renard dans le poulailler, 1745, huile sur toile, 118 × 153 cm, Londres, Wallace Collection[21]
- Faucon attaquant des perdrix et un lapin, 1747, huile sur toile, 118 × 153 cm, Londres, Wallace Collection[22]
- Chien en arrêt devant un faisan, 1748, huile sur toile, 118 × 153 cm, Londres, Wallace Collection[23]
- Epagneul poursuivant des canards, 1748, huile sur toile, 118 × 153 cm, Londres, Wallace Collection[24]
- La ferme, exposée au Salon de 1751 sous le titre L’Agriculture, dite aussi La France, 1750, huile sur toile, 130 x 212 cm, musée du Louvre[25]
- Chien à la jatte, 1751, huile sur toile, 88 x 131 cm, Dépôt du Louvre au musée de la Vénerie de Senlis (60)[26]
- Le Canard blanc, 1753, ,95,3 x 63,5 cm, Londres, Collection Cholmondeley, volé en 1992 et jamais retrouvé depuis. Le tableau est considéré comme disparu.
- Chienne allaitant ses petits 1754 - musée des Beaux-Arts de Narbonne [27]
- Faisan, lièvre et perdrix rouge, pendant du tableau Le Canard blanc, 1753, 97 × 64 cm, musée du Louvre, Paris[28]
- Autoportrait, huile sur toile, 46 x 36 cm, legs d'Albert Pomme de Mirimonde à la RMN, affecté au musée de Gray, Gray (Haute-Saône), musée Baron-Martin

La collection de tableaux du Staatliches Museum à Schwerin (Allemagne) comporte une dizaine de tableaux d'Oudry, dont le portrait grandeur nature de "Clara", rhinocéros d'Inde femelle (reproduit supra) qui fait le tour des cours d'Europe en 1749, et lui a été commandé par son propriétaire le duc de Mecklembourg.
- Le Léopard en colère, huile sur toile, 118 × 153 cm[8]
- La Grue morte, 1745, huile sur toile, 16 × 13 cm[29]

## Galerie

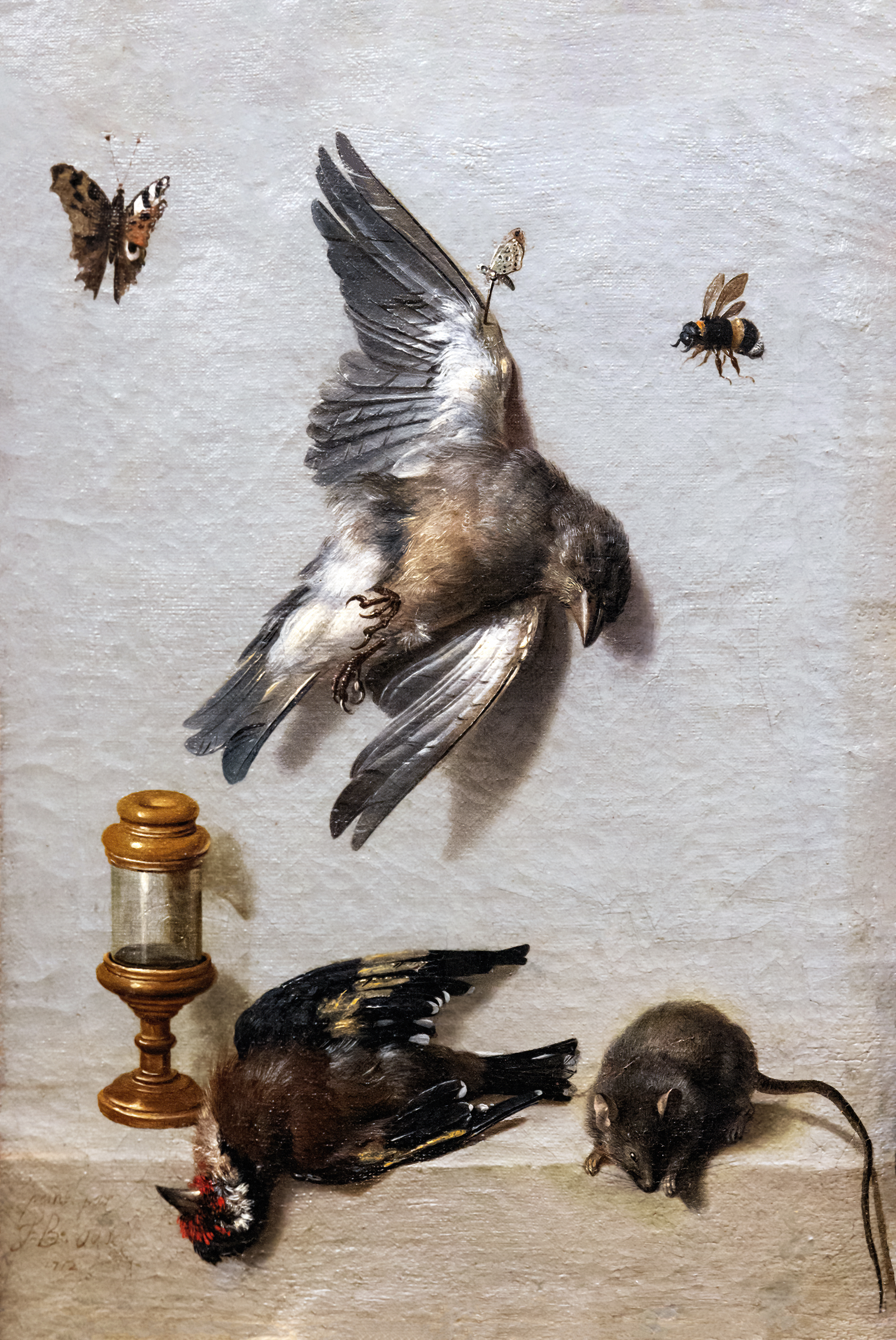
1712, Nature morte avec deux oiseaux morts, une souris et trois insectes, Agen, musée des Beaux-Arts.
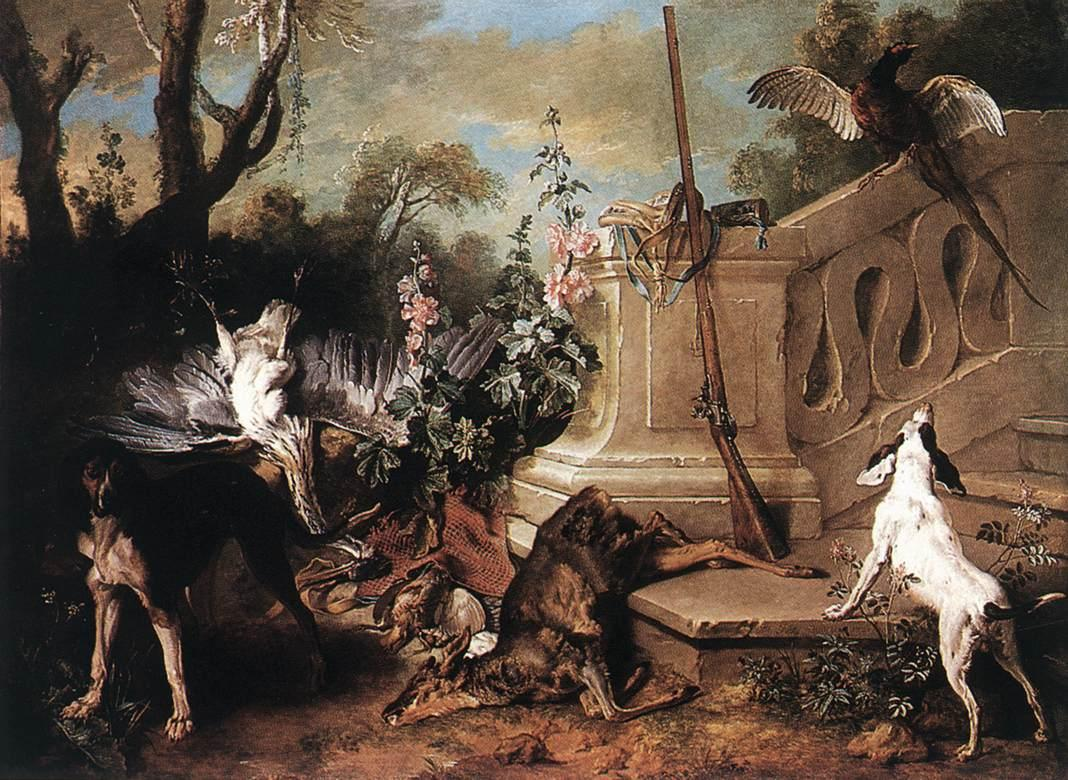
1721, Le chevreuil mort, huile sur toile, Londres, Wallace Collection.
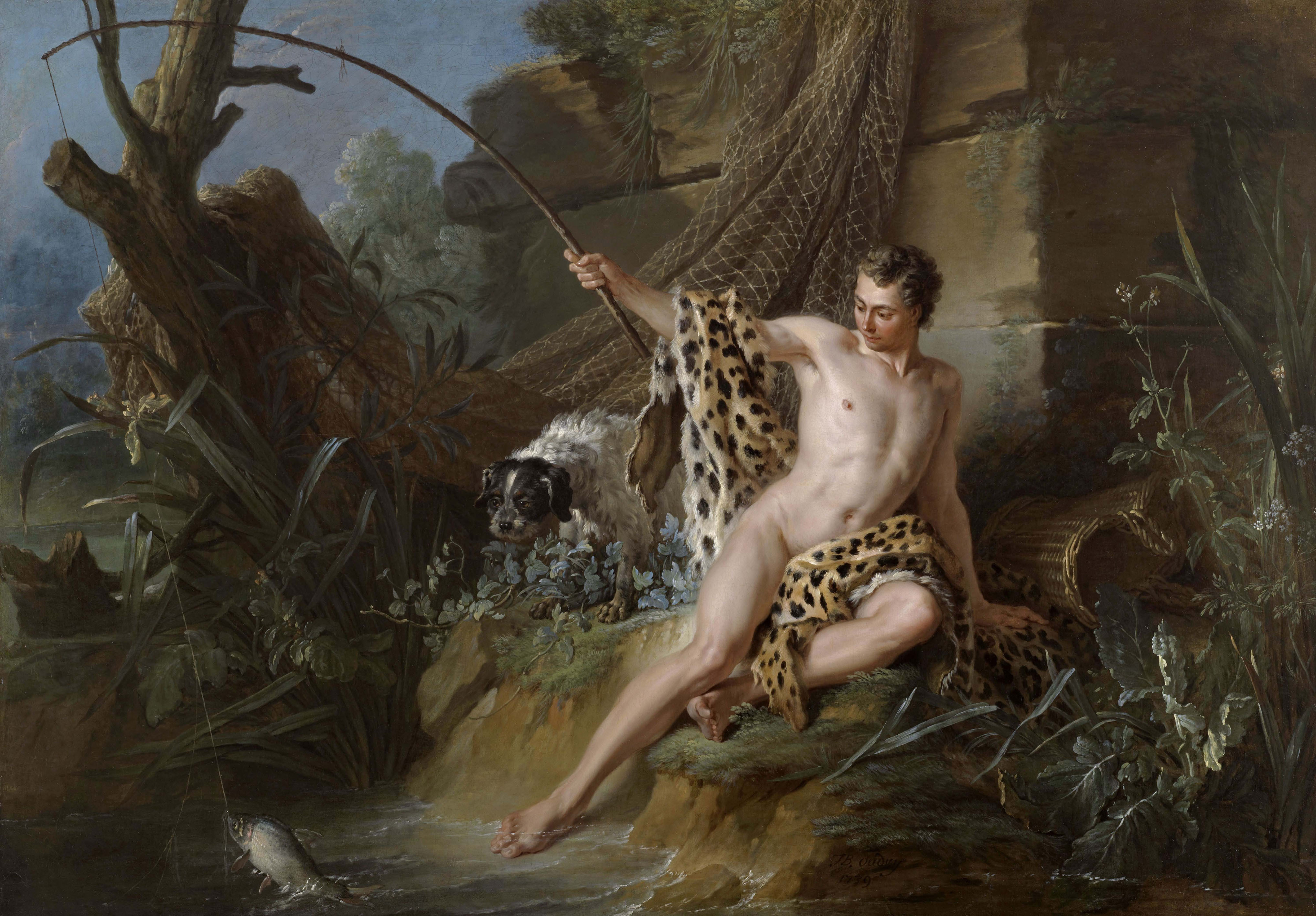
1739 (signé & daté), Pêcheur nu[30], (lieu inconnu)[Où ?]
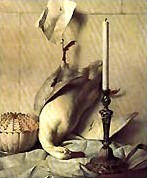
1753, Le canard blanc Volé en 1992, et sans doute perdu (cf.sup.).
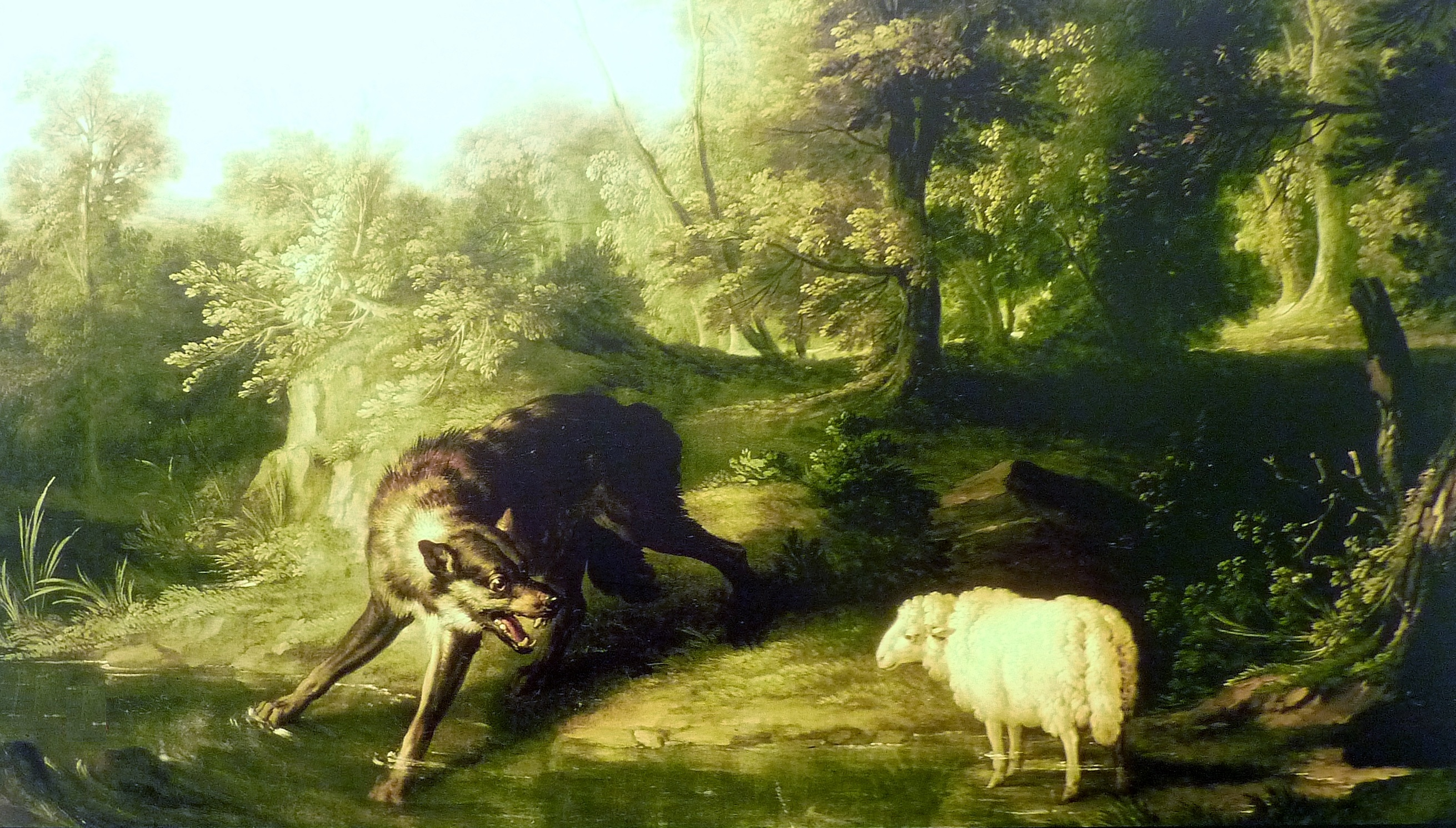
(date inconnue)[Quand ?] Le loup et l'agneau (d'après la fable de La Fontaine) (lieu inconnu)[Où ?]

### Chiens de chasse

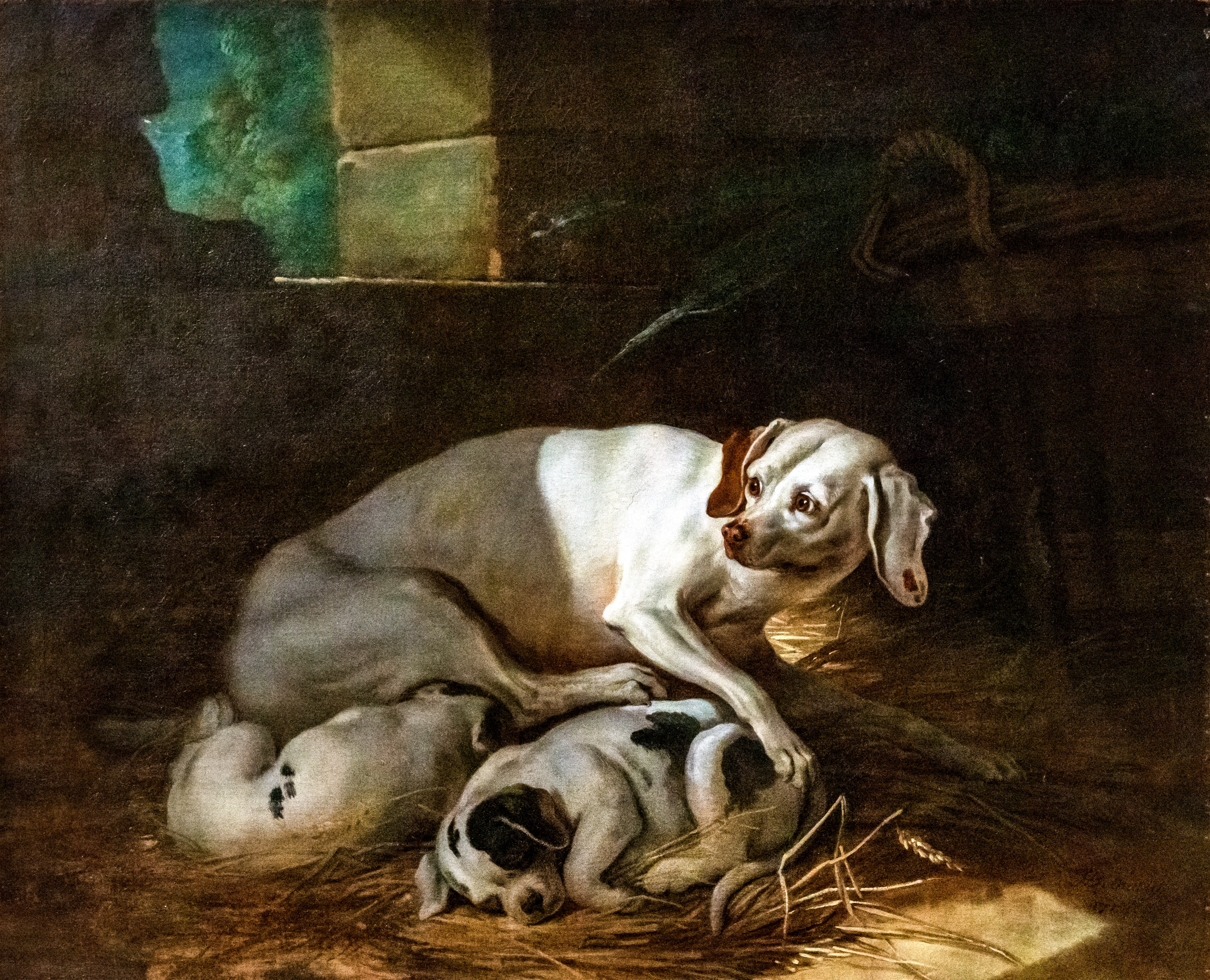
Chienne allaitant ses petits - musée des Beaux-Arts de Narbonne
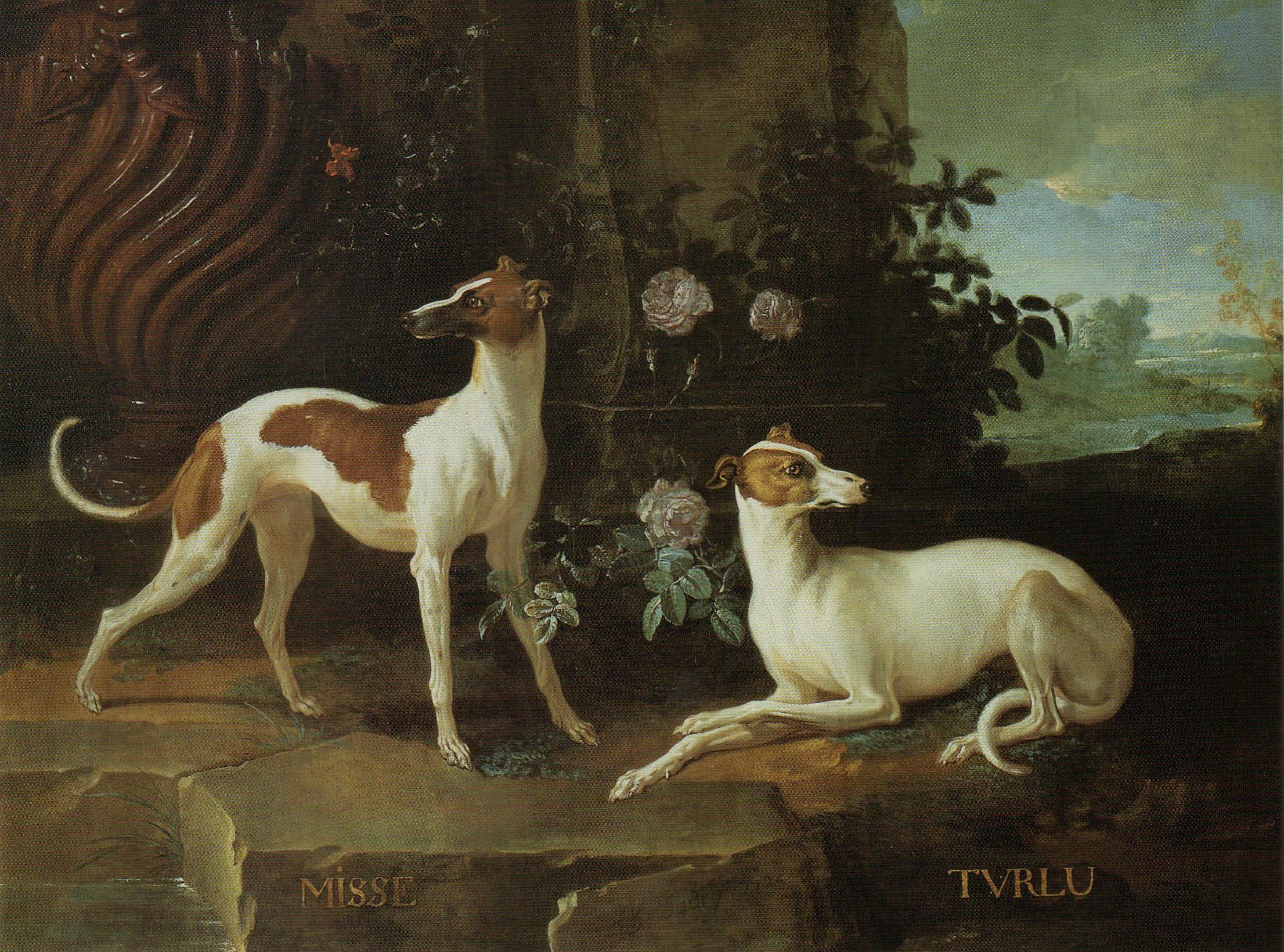
Misse et Turlu, les levrettes de Louis XV (1725), musée national du château de Fontainebleau.
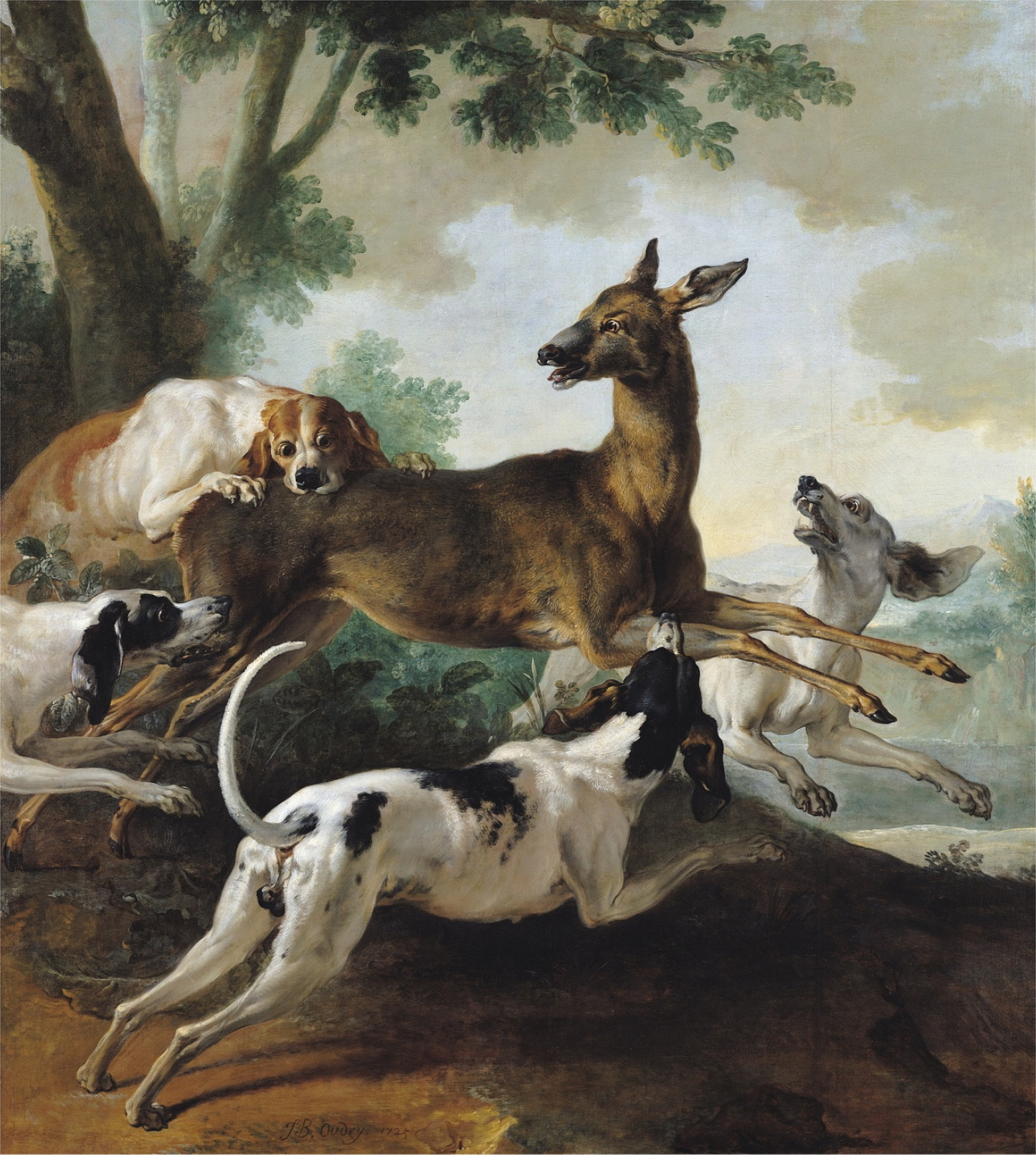
La Chasse au chevreuil (1725), musée des beaux-arts de Rouen.
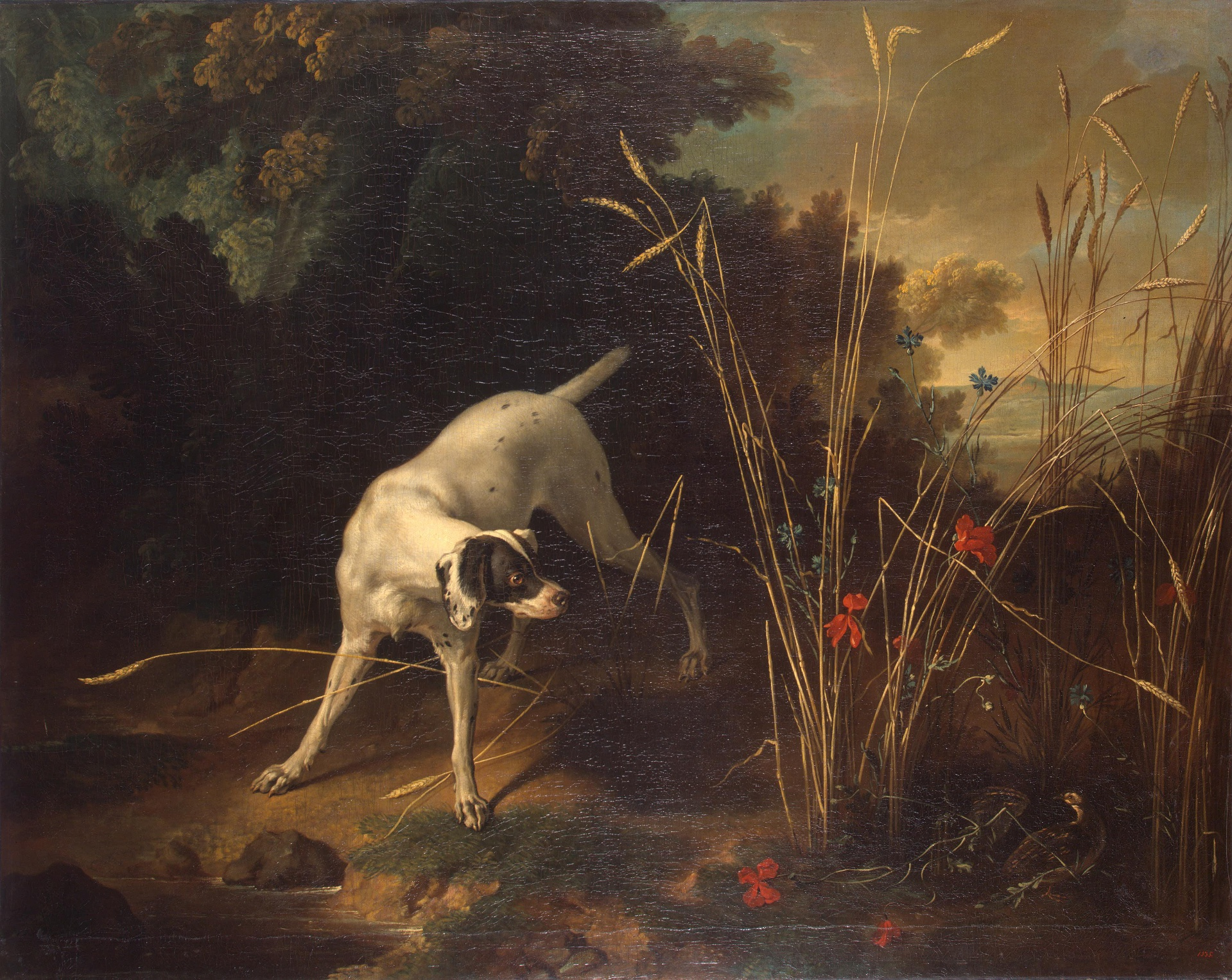
Chien pointant une perdrix (1725), musée de l'Ermitage (Saint-Pétersbourg).
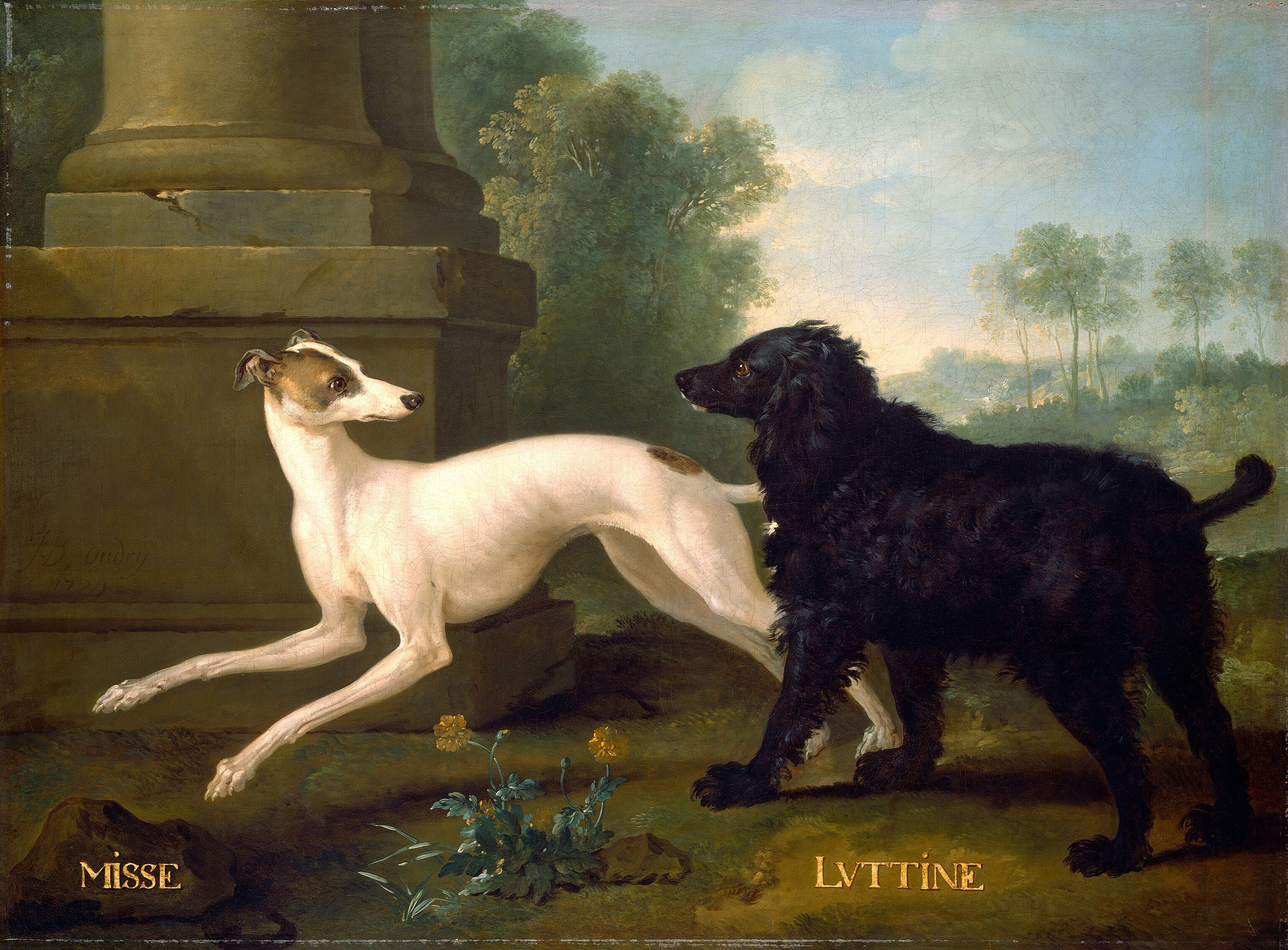
Misse et Luttine, chiens de Louis XV (1729), National Gallery of Art (Washington).
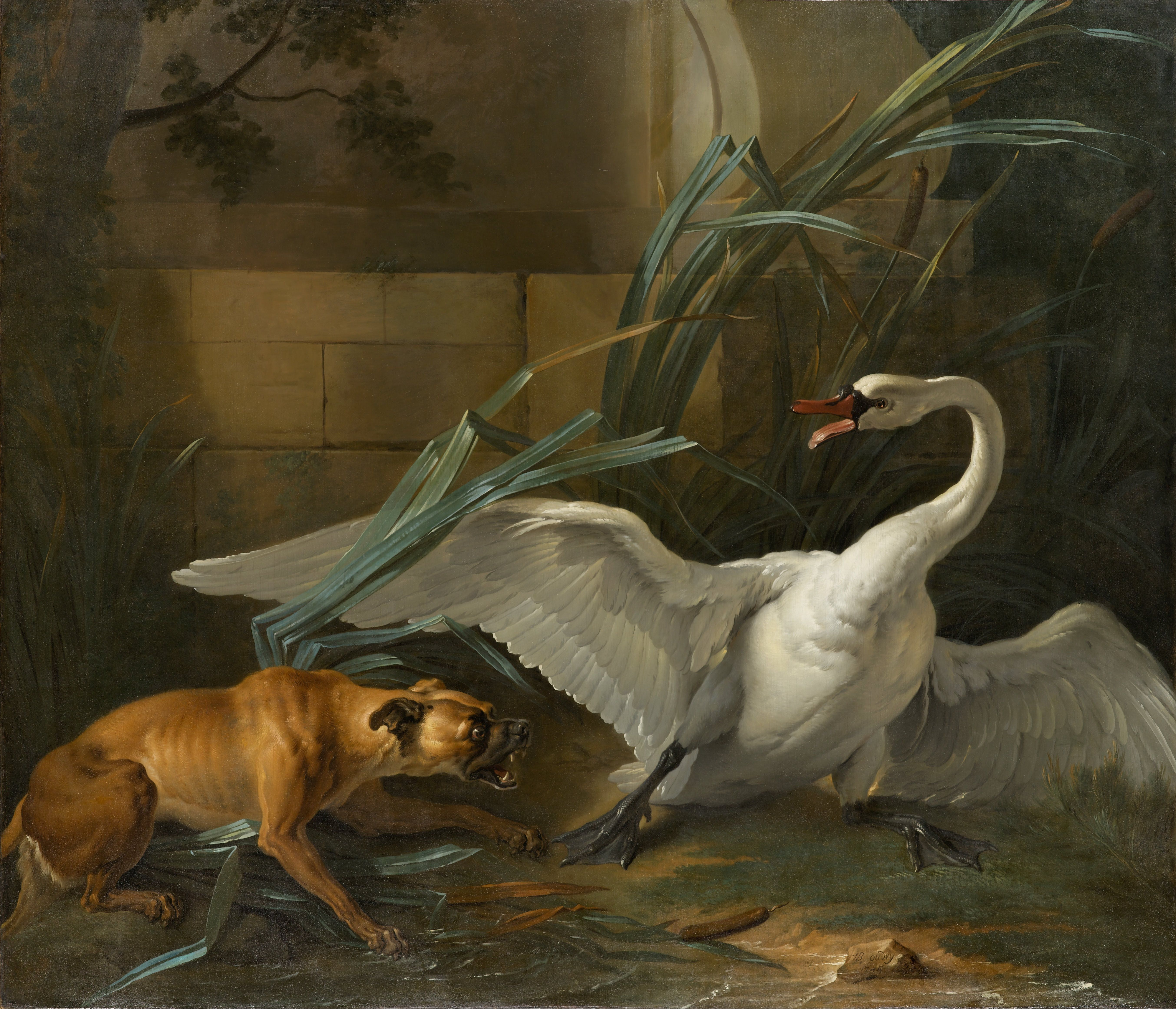
Cygne attaqué par un chien (1745), North Carolina Museum of Art.
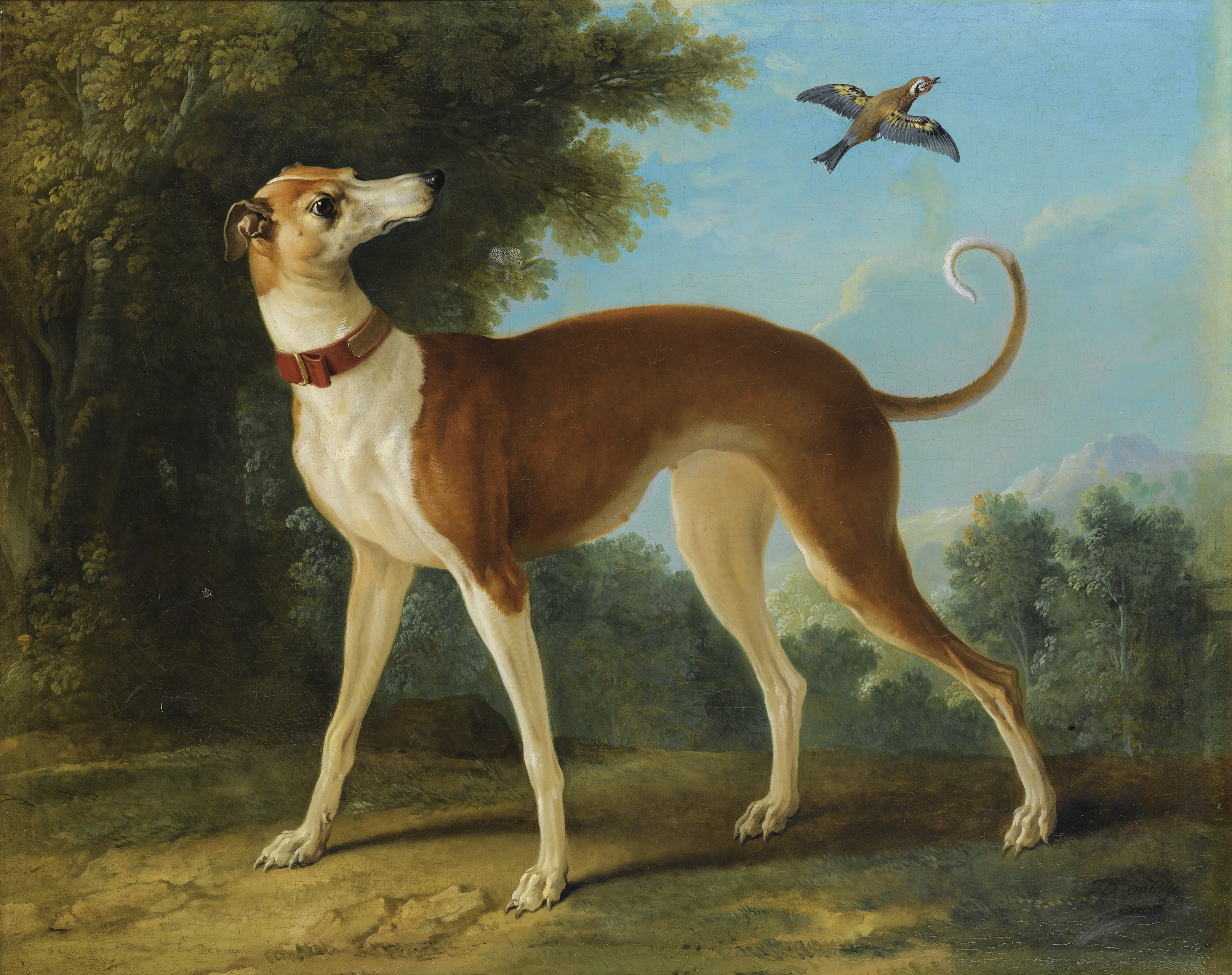
Lévrier sur fond de paysage (1746), collection privée.

### Les Quatre Saisons

Les Quatre Saisons, peints en 1749 pour le cabinet intérieur de la Dauphine du château de Versailles
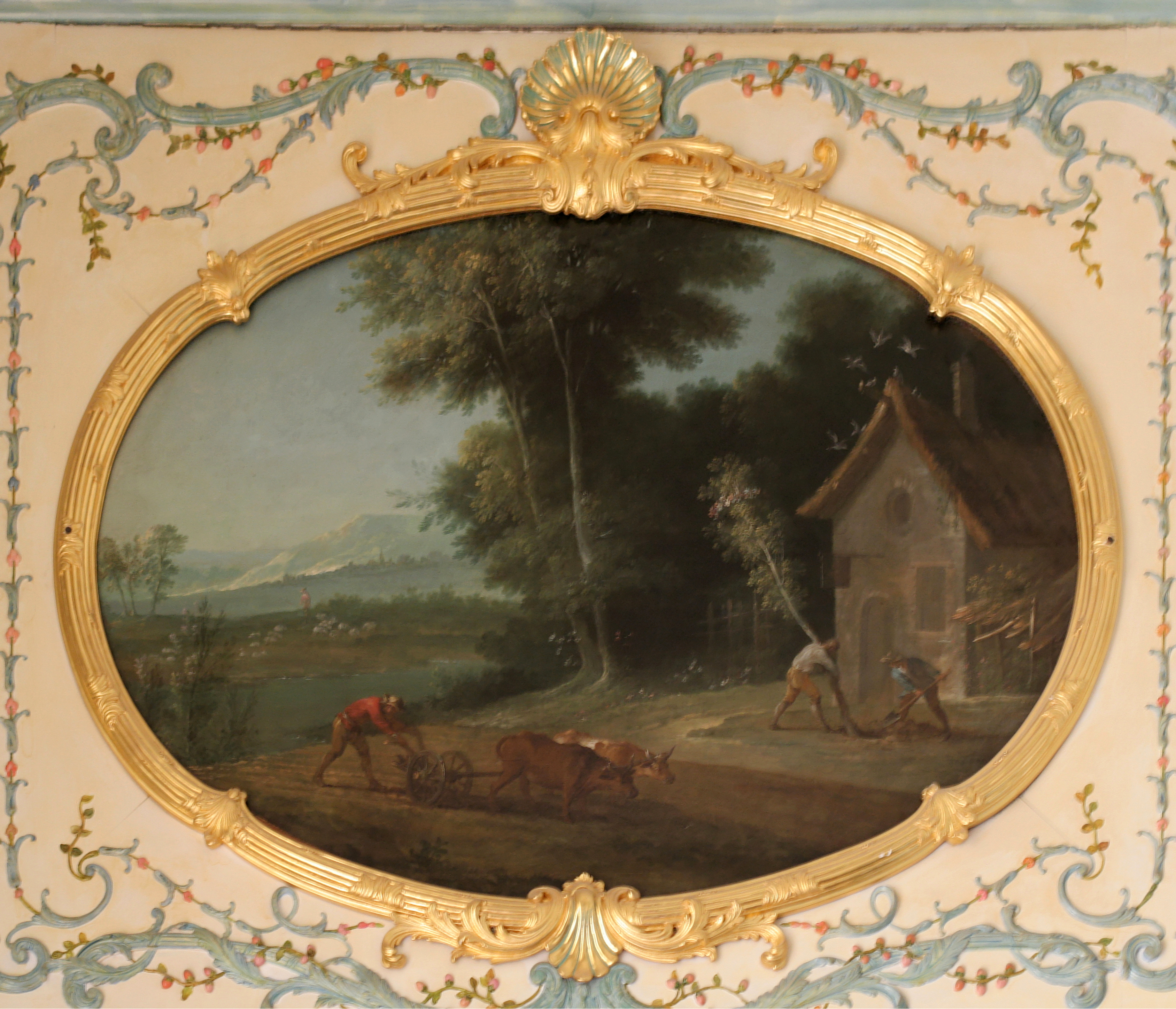
Le Printemps ou Le Labourage.
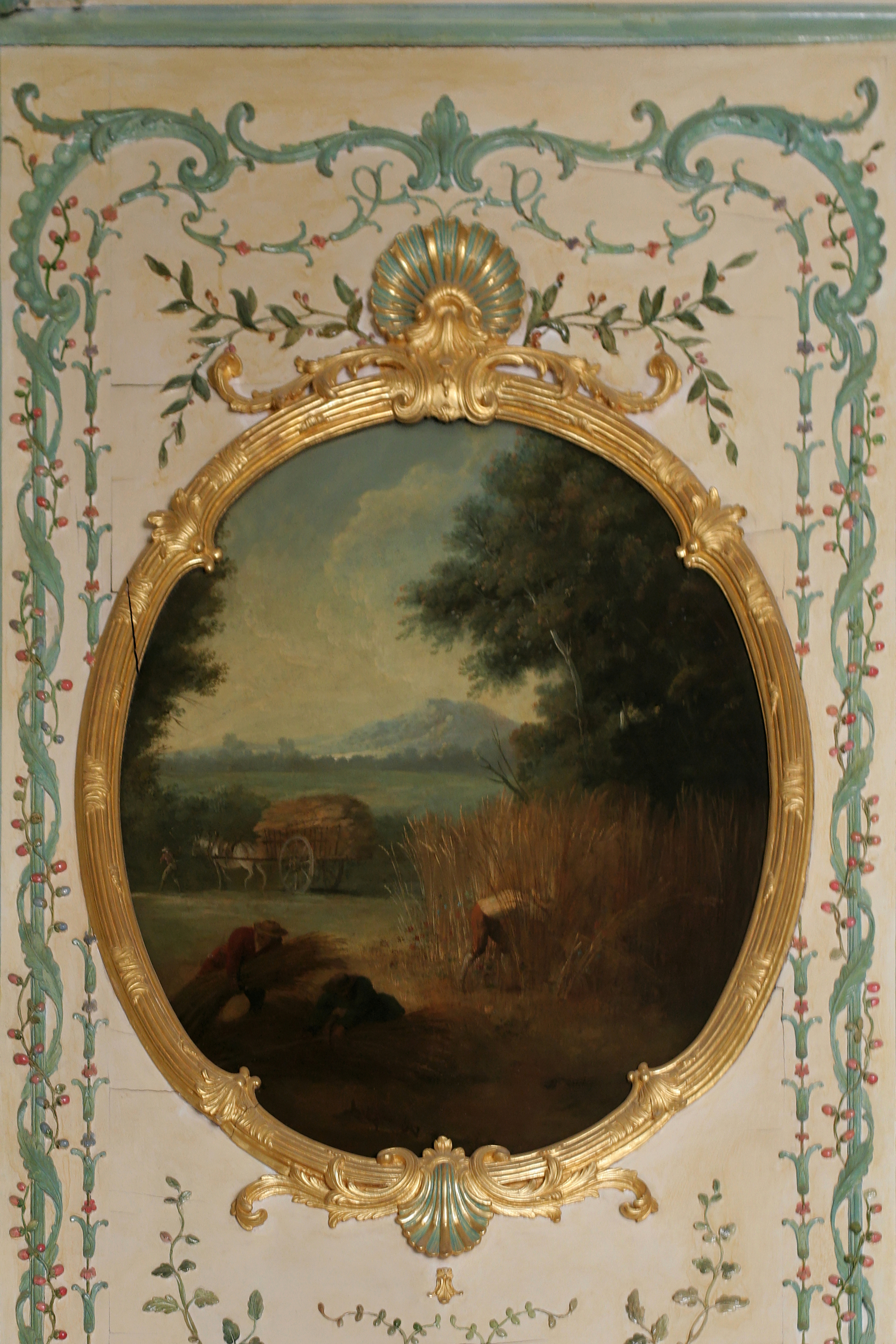
L'Été ou La Moisson.
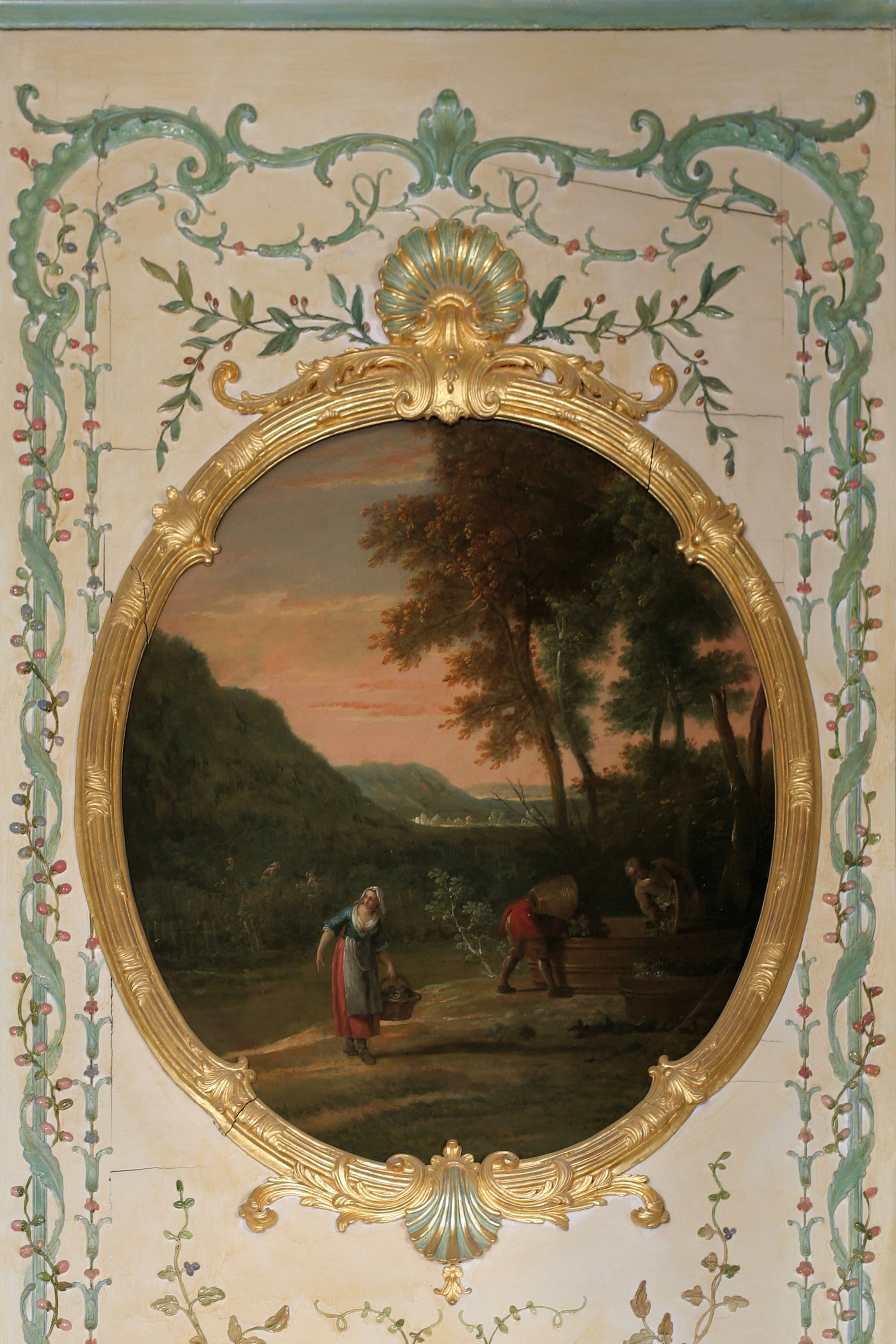
L'Automne ou Les Vendanges.
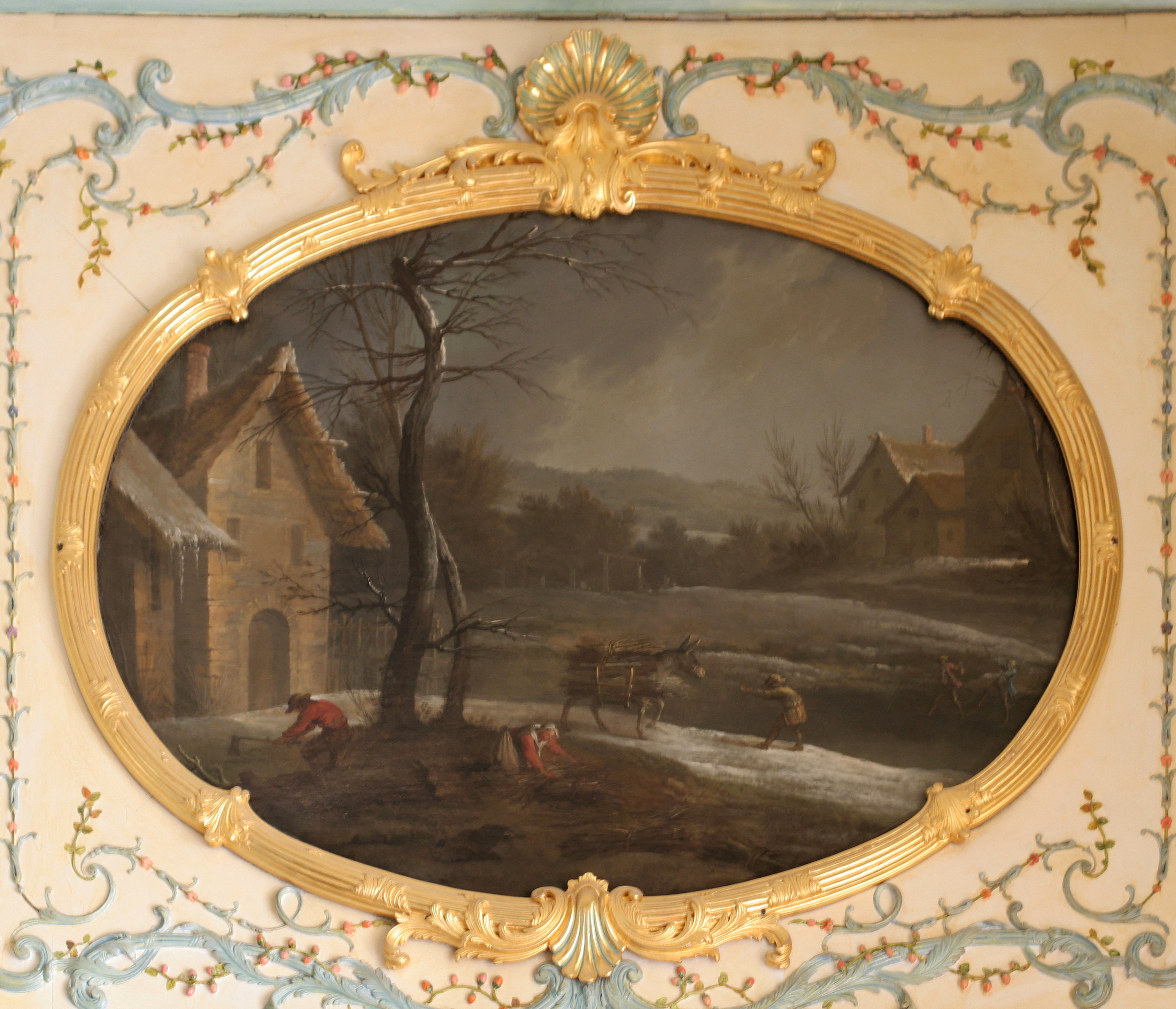
L'Hiver ou Le Fagotage.

### Dessins
Oudry a laissé un grand nombre de dessins; ses dessins ont d'abord été la plupart du temps des cartons de tapisserie pour la Manufacture de Beauvais mais leur élégance inspirera durant deux siècles des milliers d'images : illustrations de livres, décor d'assiettes, broderies etc. ; les plus connus sont les 275 dessins qui servirent à l'édition dite des Fermiers généraux des Fables de La Fontaine, gravées par Charles-Nicolas Cochin et de nombreux autres artistes. Il est également l'auteur d'un Almanach de rébus paru en 1716.
- Paris, Beaux-Arts de Paris : 
  - Cavalier vu de trois-quarts, plume et encre brune, lavis d'encre carbone avec rehauts de blanc à la gouache sur papier bleu. H. 0,213 ; L. 0,159 m[32]. Ce cavalier dans un paysage est vraisemblablement une étude de figure réalisée en vue des Chasses royales[33].
  - Portrait de Marc-René de Voyer d'Argenson, plume, encre noire, lavis d'encre de Chine, rehauts de blanc sur papier brun, trait d'encadrement au pinceau et encre noire, H. 0,224 ; L. 0,157 m[34]. Cette feuille provient sans doute du Livre de raison, albums de croquis qui contenaient une centaine de portraits dont un certain nombre de feuilles ont été vendues séparément. Dans son costume de magistrat, l'homme d'état réputé redoutable est représenté dans son costume de magistrat, conortablement assis, le doigt pointé sur des documents posés sur une table[35].
- Orléans, musée des Beaux-Arts: 
  - Tête de Loup, vers 1750, pierre noire et rehauts de craie blanche (frottés) sur papier vergé gris, 18,7 x 25,5 cm[36].

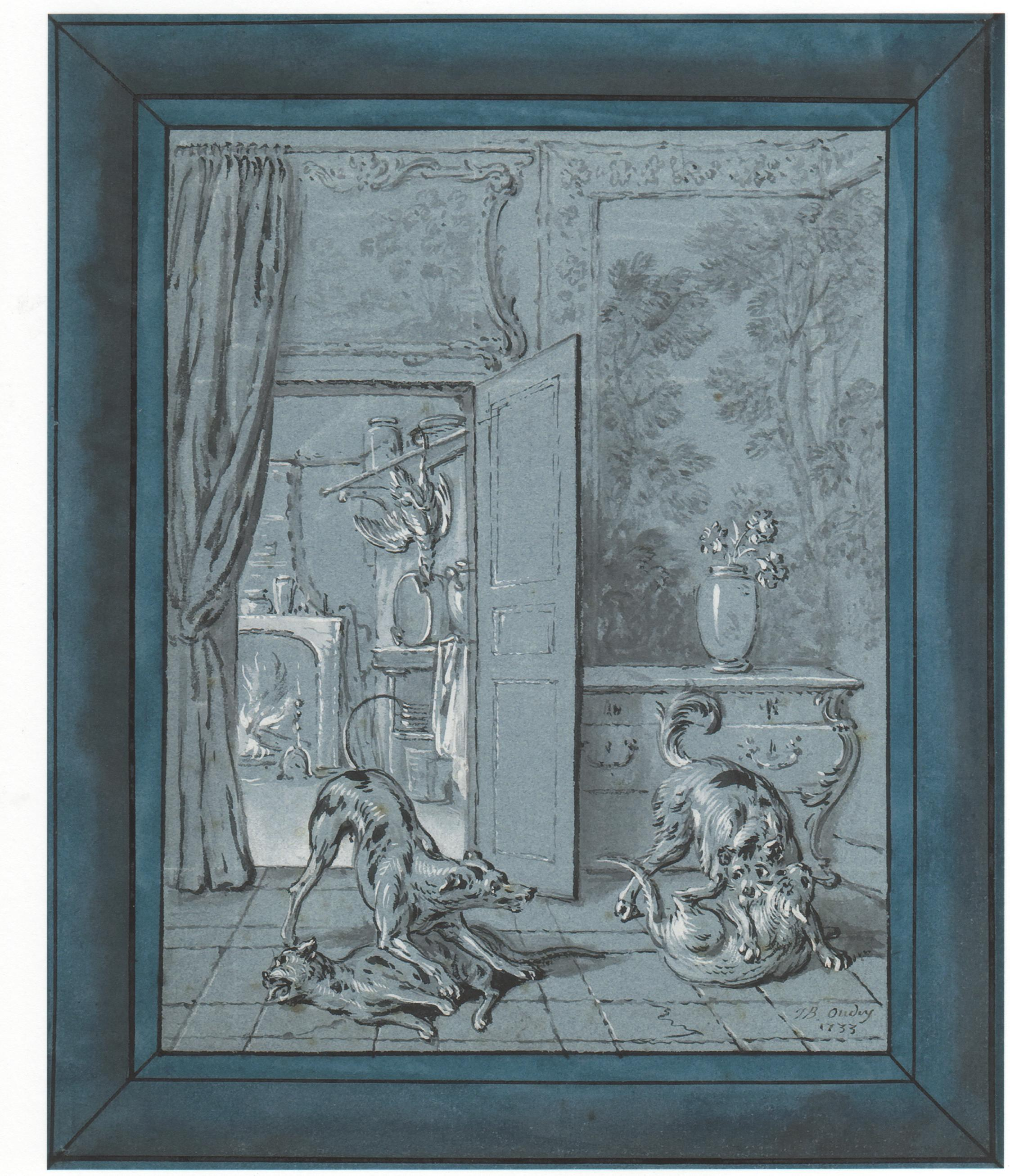
Jean-Baptiste Oudry, La Querelle des chiens et des chats. Fable de La Fontaine.
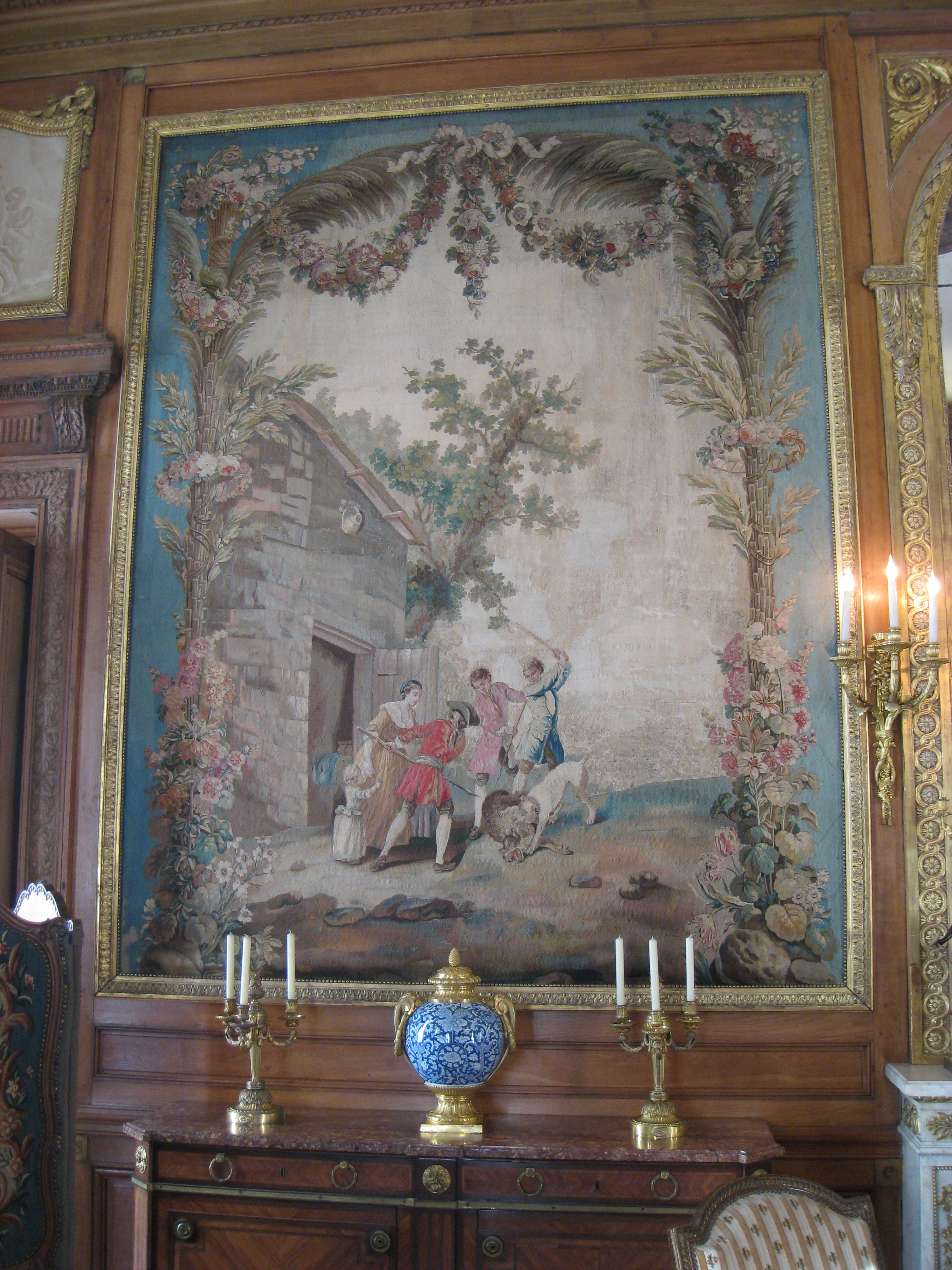
Le lion amoureux, Tapisserie d'Aubusson : Musée Nissim-de-Camondo à Paris.
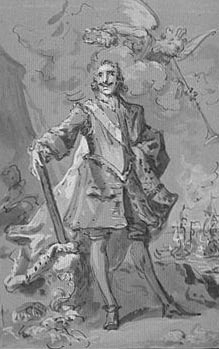
Portrait du tsar Pierre Ier.
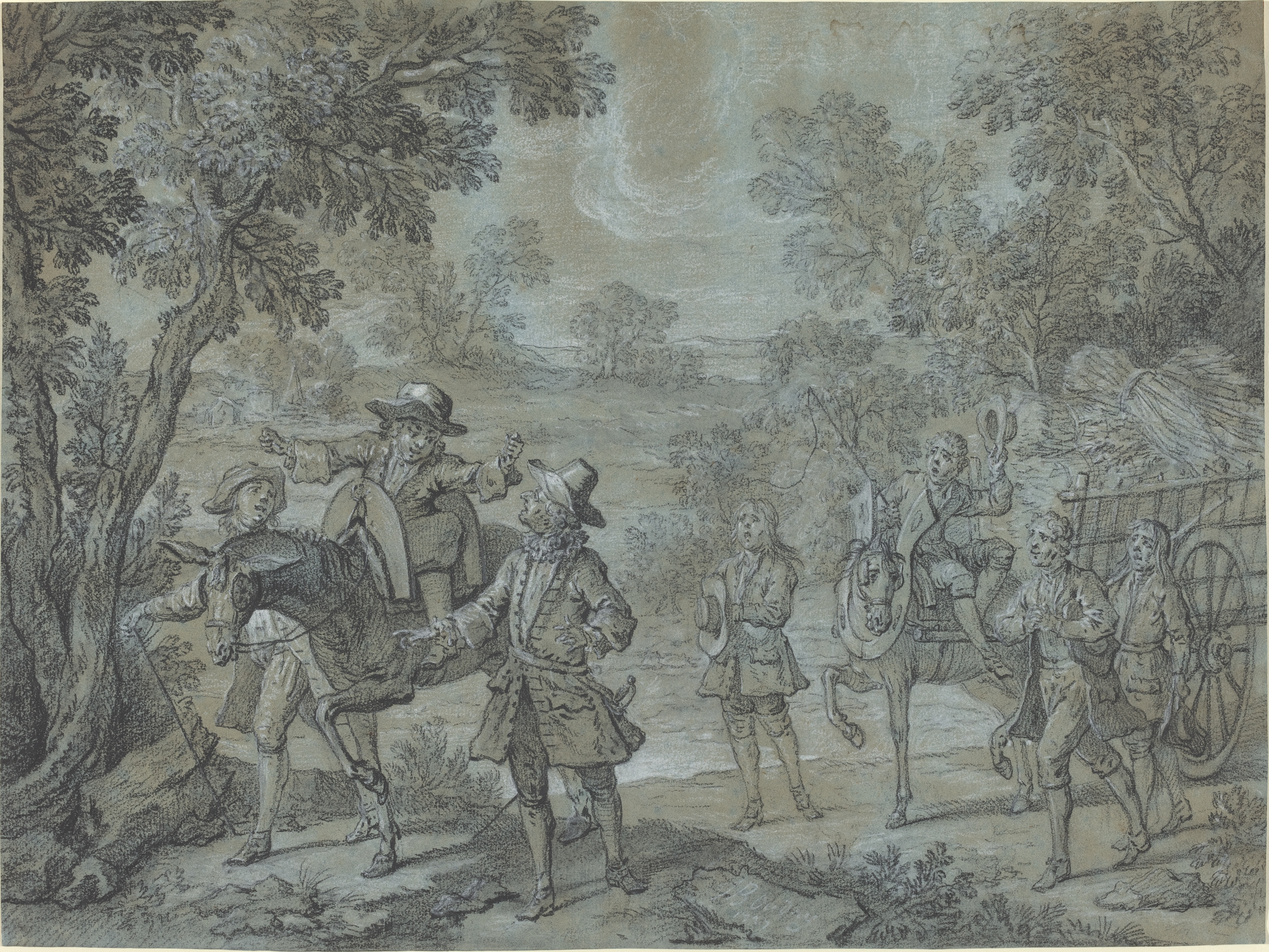
Ragotin déclame des vers, des paysans croient qu'il prêche, 1737, Londres, National Gallery of Art.